# Kaukasisches Eichhörnchen
Das Kaukasische Eichhörnchen (Sciurus anomalus) ist eine Nagetierart aus der Gattung der Eichhörnchen  (Sciurus).

## Merkmale
Die Art erreicht eine Kopf-Rumpf-Länge von 190 bis 255 Millimeter. Die Hinterfußlänge beträgt 46 bis 65 Millimeter, die Ohrlänge 23 bis 36 Millimeter und die Condylobasallänge 42 bis 51 Millimeter. Der Schwanz hat eine Länge von 120 bis 180 Millimeter, was 50 bis 85 Prozent der Kopf-Rumpf-Länge entspricht. Die Art erreicht ein Gewicht von 330 bis 430 Gramm. An den Ohren befinden sich über das ganze Jahr hinweg keine Haarbüschel. Das Fell ist auf der Oberseite grau, auf der hinteren Körperhälfte ist es deutlich dunkler. Entlang der Flanken verläuft ein mehr oder weniger deutliches rötliches Band. Auf der Körperunterseite ist das Fell hell gelbbraun. Die Vorderfüße sind lang und schlank. An den Hinterfüßen ist ein hinterer Sohlenballen vorhanden. Die Art besitzt 20 Zähne, ihr fehlt der P³.

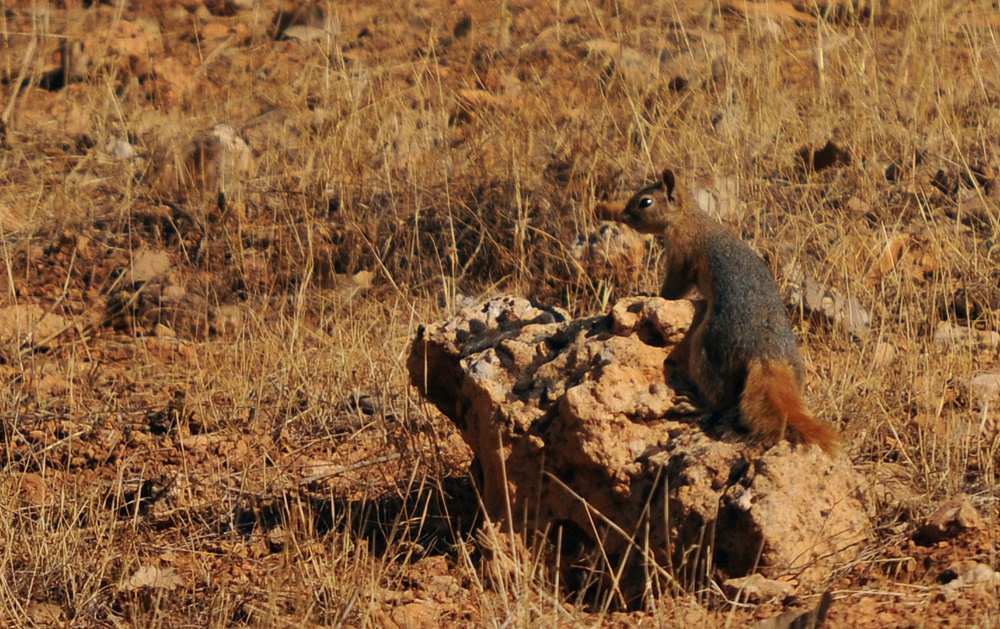
Kaukasisches Eichhörnchen in einem typischen Habitat im Südosten der Türkei

## Vorkommen
Das Kaukasische Eichhörnchen kommt im äußersten Südosten Europas sowie Südwestasien vor. Die Art verbreitet sich von der Türkei entlang der Küstenregionen des Mittelmeeres bis Syrien sowie des Schwarzen Meeres bis zum Kaukasus. Sein Verbreitungsgebiet erstreckt sich zudem über den Irak und den Iran. Auch auf der griechischen Insel Lesbos konnte die Art nachgewiesen werden.
Lebensraum des Kaukasischen Eichhörnchens sind Laubwälder mit Eichen, Nadelwälder mit Kiefern oder Wacholder sowie Mischbestände aus Olivenbäumen, Kiefern und verschiedenen Sträuchern. In seinem Verbreitungsgebiet beträgt der jährliche Niederschlag mehr als 500 Millimeter. In der Türkei ist die Art bis in 2000 Meter Höhe nachgewiesen.

## Lebensweise
Die tagaktive Art hat jeweils am Morgen sowie am späten Nachmittag ein Aktivitätsmaximum. Häufig ist sie am Boden sowie in felsigem Gelände zu finden. Schutz sucht das Kaukasische Eichhörnchen bevorzugt in Baumkronen, seltener auch in Felsspalten. Das Nest wird 3 bis 5 Meter über dem Boden in einer Baumhöhle angelegt. Die Art ernährt sich von Eicheln, Nüssen, den Samen von Nadelbäumen, Knospen, Beeren und Pilzen. Sie legt Vorräte an.

## Gefährdung
Der Gesamtbestand wird von der IUCN als nicht bedenklich eingestuft. Speziell in Israel ist der Bestand durch Jagd und Wilderei zuletzt gesunken.